# Floor 13
Floor 13 es un videojuego de estrategia publicado por Vírgin en 1991. El juego está ambientado en el Reino Unido, donde el jugador es el director  de una agencia gubernamental secreta implicada en operaciones clandestinas; su sede está escondida en el decimotercer piso de un banco de Canary Wharf (Londres), por ello el título.

## Trama
El jugador toma el control del Director del "Departamento de Agricultura y Pesca", una Agencia Ejecutiva ficticia que a modo de policía secreta tan solo da cuentas al Primer ministro. Este director tiene carta blanca para utilizar escuchas telefónicas, vigilancia, desinformacion, robo, secuestro, y magnicidios para mantener la popularidad del gobierno.
Además hay una subtrama que implica a una sociedad secreta llamada "Los Maestros Secretos de Thoth". Estas misiones son más extrañas que las misiones regulares e incluyen proteger un miembro de la Mafia, impedir que unos ladrones de cuerpos se infiltren en posiciones claves del país, la protección de la Iglesia de los SubGenius de un escándalo, y ayudar a los Illuminati, entre otros.
El juego contiene referencias numerosas a grupos reales, tendencias, escándalos, y sucesos extraños de los años 80s y 90s, incluyendo los Problemas irlandeses, BSendero Luminoso, el BCCI, y los aparentes suicidios de Roberto Calvi y Jonathan Moyle.

## Gameplay
Cada escenario representa un escándalo potencial que puede hacer daño la popularidad del gobierno si no es correctamente manejado por el jugador. El jugador interacciona con el juego dando órdenes a ocho departamentos diferentes qué representan las capacidades disponibles del Director (como vigilancia, asesinato, interrogatorio, o desinformacion). Una vez las órdenes han sido emitidas, el jugador puede pasar al día siguiente para ver los resultados de sus órdenes y el progreso. 
Algunos de los resultados de las órdenes del jugador son aleatorios (por ejemplo, un asesinato puede fallar). Cada individuo o grupo está valorado en los informes por su poder y orientación, atributos que afectarán a las acciones que órdenes contra ellos. Algunos escenarios tienen múltiples soluciones según lo que el jugador escoge utilizar y aumentando o disminuyendo así la popularidad del gobierno.
Durante el curso del juego,  hay dos maneras posibles para perder. Cada 21 días, el Primer ministro revisa las encuestas de opinión y despedirá al jugador si el índice de aprobación del gobierno está por debajo del 50%. Si el jugador es demasiado agresivo y enfada a la opinión pública, el jugador será despedido por  el Señor Garcia, un asesino enviado por el Primer ministro, y tirado por la ventana de su oficina. Si el jugador lo hace bien recibirá más dinero y empleados. Con suerte, el jugador puede mantener su trabajo sin utilizar métodos severos como "extracción", "interrogatorio" o "agresión"; aun así, si el jugador es torpe o descarado, tendrá las de perder.
Si el jugador evita ser despedido el juego tiene dos posibles finales. Si el jugador ha pasado un año entero manteniendo la aprobación por encima del 50%, el gobierno se da cuenta de que el jugador sabe demasiado y le nombra Primer ministro, con una nota final "disfrutelo mientras  dure". El otro final implica completar las siete misiones Maestras Secretas; en este final, el jugador es nombrado nuevo líder de los Maestros Secretos de Thoth y la cara del personaje es, por fin, mostrada.

## Recepción
Computer Gaming World lo llamó "el juego de espionaje más desagradable", siendo mucho peor que la KGB o la Gestapo. Según la opinión de la revista, el juego convierte actos de suma crueldad en funciones burocráticas con un gameplay feo y obsoleto. Cara Ellison menciona el juego (disponible gratuitamente en el Archivo de Internet) señalando que es un simulador de burocracia de un gobierno totalitario pero con inquietantes similitudes con algunos gobiernos de la actualidad.